# Pratt & Whitney R-2800
Pratt & Whitney R-2800 Double Wasp patřil k nejvýkonnějším leteckým motorům, které byly používány v době II. světové války. Tento motor americké firmy Pratt & Whitney byl vyráběn během druhé světové války a ještě i řadu let po válce. K nejznámějším typům letadel která byla poháněna tímto motorem patří stíhačky Vought F4U Corsair (prototyp XF4U byl vůbec prvním typem, tj. pokud neuvažujeme testování na létající zkušebně, na kterém se motor R-2800 prvně dostal do vzduchu), Grumman F6F Hellcat, Republic P-47 Thunderbolt či bombardéry Martin B-26 Marauder a Douglas A-26 Invader.
Byl to čtyřdobý zážehový vzduchem chlazený dvouhvězdicový osmnáctiválec; válce byly uspořádány ve dvou hvězdicích po devíti válcích za sebou, hvězdice byly vůči sobě pootočeny o polovinu rozteče mezi válci. Motor se zdvojeným zapalováním je opatřen kompresorem a reduktorem (reduktor snižuje otáčky mezi klikovým hřídelem a vrtulí).
Obsah motoru byl 2804,46 krychlového palce (45,957 litru). Od hvězdicového – radiálního – uspořádání válců a zdvihového objemu motoru udaného v krychlových palcích je odvozeno typové označení motoru R-2800.

## Typové řady (tzv. „Series“) a jednotlivé verze motoru
Series B
- R-2800-8: 2000 hp (1491,4 kW)
- R-2800-8W
- R-2800-10: 2000 hp (1491,4 kW)
- R-2800-10W: 2200 hp (1640,5 kW)
- R-2800-27: 2000 hp (1491,4 kW)
- R-2800-31: 2000 hp (1491,4 kW)
- R-2800-41: 2000 hp (1491,4 kW)
- R-2800-43: 2000 hp (1491,4 kW)
- R-2800-59: 2000 hp (1491,4 kW)
- R-2800-63: 2000 hp (1491,4 kW)

Series C
- R-2800-34W: 2100 hp (1566 kW)
- R-2800-57: 2100 hp (1566 kW)
- R-2800-73: 2100 hp (1566 kW)
- R-2800-77: 2100 hp (1566 kW)

Series E
- R-2800-32: 2000 hp (1491,4 kW)

## R-2800-10W

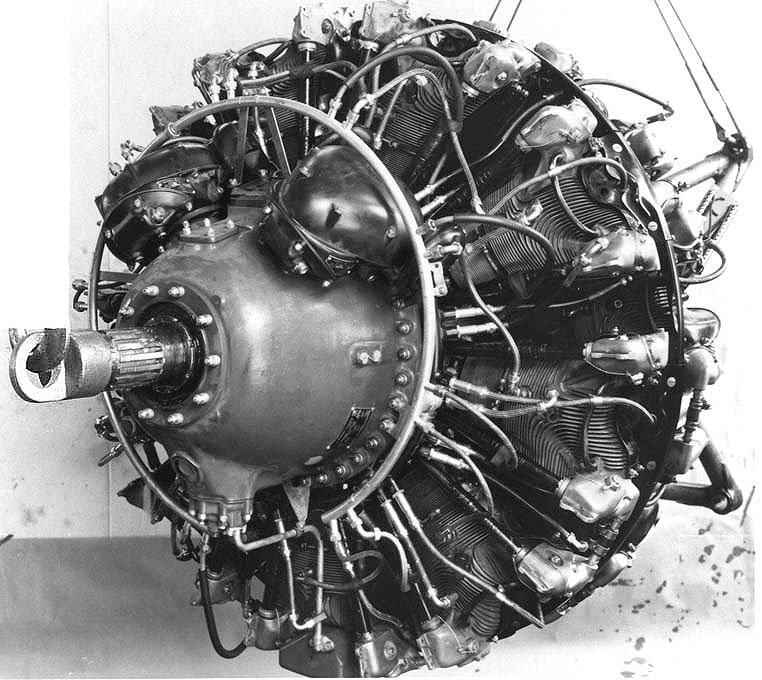
Pratt & Whitney R-2800

Motor této verze pohání námořní stíhací letouny Grumman F6F-3 a F6F-5 Hellcat (rovněž je použit i na jedné verzi nočního stíhacího letounu Northrop P-61 Black Widow). Oproti verzi R-2800-10 z které vychází (ta poháněla stíhačku F6F-3 z prvních výrobních sérií) má možnost dodatečného zvýšení výkonu až na 2200 hp díky vstřikování vody (resp. nemrznoucí směsi vody a methanolu) do sání motoru.

### Základní technické údaje
- Typ: Vzduchem chlazený, přeplňovaný, dvouhvězdicový 18válec
- Vrtání válce: 5,75 palce (cca 146,05 mm)
- Zdvih pístu: 6 palců (cca 152,4 mm)
- Objem válců: 2804,46 krychlového palce (cca 45,957 litru)
- Kompresní poměr: 6,65
- Průměr motoru: 1335 mm
- Kompresor: dvoustupňový odstředivý, poháněný mechanickým převodem od klikového hřídele motoru
- Rozvod: dvouventilový, OHV (řízený vačkovým kotoučem)
- Palivo: benzín o.č. 100 (100/130 Grade)
- Reduktor otáček vrtule: planetový, s převodem 2,00 (tj. klikový hřídel má dvojnásobné otáčky proti hřídeli vrtule; jde tedy o poměr otáček hnacího a hnaného hřídele).

### Výkony (verze R-2800-10W)
- Vzletový výkon motoru (při 2700 ot/min): 2000 hp (1491,4 kW), 2200 hp (1640,5 kW) se vstřikováním vody